# ويزلي فان دير ليندن
ويزلي فـان دير ليندن هو دراج بلجيكي، ولد في 7 مارس 1982 في Geraardsbergen ‏ في بلجيكا.

## وصلات خارجية
- ويزلي فـان دير ليندن على موقع الاتحاد الدولي للدراجات (الإنجليزية)
- ويزلي فـان دير ليندن على موقع أرشيف الدراجات (الإنجليزية)
- ويزلي فـان دير ليندن على موقع إحصائيات الدراجات الإحترافية (الإنجليزية)